# Conte di Atholl
Conte di Atholl è un antico titolo nobiliare scozzese, legato alla contea di Atholl. Creato più volte nel corso dei secoli, si è poi evoluto in ducato, titolo esistente anche nel XXI secolo.

## Storia
Il titolo ha origini molto antiche; in origine mormaer, dei primi conti gaelici di Atholl si hanno pochissime informazioni. Il primo attestato è tale Dubdon, conte di Atholl, vissuto nel X secolo, mentre il primo di cui si conosce con certezza qualcosa è Matad, conte di Atholl, cugino di re Alessandro I di Scozia (non è quindi improbabile che anche il padre Máel Muire fosse a sua volta conte di Atholl).
La linea gaelica dei conti di Atholl continuò ininterrotta fino al XIV secolo, quando l'ultimo discendente David II de Strathbogie vi rinunciò nel 1326, morendo poco più tardi. I suoi discendenti tuttavia non accettarono la sua rinuncia e continuarono a reclamare il titolo, scatenando una guerra civile scozzese culminata nella battaglia di Culblean del 1335, dove David III de Strathbogie fu ucciso dal reggente scozzese Andrew Murray.
Nel corso del secolo successivo, la contea di Atholl fu soggetta a numerosi passaggi di proprietà, finché nel 1457 fu incamerata dal clan Stuart, che la detenne fino al XVII secolo. Passata alla famiglia Murray nel 1629, la contea fu elevata in ducato nel 1703 con John Murray, I duca di Atholl.

## Prima creazione (antica)
- Dubdon, conte di Atholl (X secolo)
- Máel Muire, probabile conte di Atholl (XI-XII secolo)
- Matad, conte di Atholl (metà XII secolo)
- Malcolm, conte di Atholl (fine XII secolo)
- Henry, conte di Atholl (morto nel 1210 circa)
- Isabella, contessa di Atholl (morta nel 1235 circa)
- Patrick, conte di Atholl (morto nel 1242)
- Forflissa, contessa di Atholl (metà XIII secolo)
- Ada de Hastings, contessa di Atholl (morta nel 1264)
- David I de Strathbogie, conte di Atholl (1264-1270)
- John de Strathbogie, conte di Atholl (1270-1306)
- David II de Strathbogie, conte di Atholl (1306-1326), rinuncia al titolo
  - David III de Strathbogie, pretendente al titolo, morto nel 1335
  - David IV de Strathbogie, pretendente al titolo, morto nel 1369

## Seconda creazione (1320)
- John Campbell, I conte di Atholl (1320-1333)

## Terza creazione (1341)
- William Douglas, Lord di Liddesdale, rinuncia al titolo poco tempo dopo

## Quarta creazione (1342)
- Robert Stewart, I conte di Atholl, poi re Roberto II di Scozia (1342-1367)
- John Stewart, II conte di Atholl, poi re Roberto III di Scozia (1367-1390)

## Quinta creazione (1398)
- David Stewart, Duca di Rothesay (1398-1402)

## Sesta creazione (1403)
- Robert Stewart, duca d'Albany, rinuncia al titolo poco tempo dopo

## Settima creazione (1404)
- Walter Stewart, conte di Atholl (1404-1437), assassino di re Giacomo I di Scozia

## Ottava creazione (1457)
- John Stewart, I conte di Atholl (1457-1512)
- John Stewart, II conte di Atholl (1512-1521)
- John Stewart, III conte di Atholl (1521-1542)
- John Stewart, IV conte di Atholl (1542-1579)
- John Stewart, V conte di Atholl (1579-1595)

## Nona creazione (1596)
- John Stewart, I conte di Atholl (1596-1603)
- James Stewart, II conte di Atholl (1603-1625)

## Decima creazione (1629)
- John Murray, I conte di Atholl (1629-1642)
- John Murray, II conte di Atholl (1642-1703), elevato marchese di Atholl nel 1676
- John Murray, II marchese di Atholl, elevato I duca di Atholl nel 1703
  - la linea continua coi duchi di Atholl